# Hypoplectrus guttavarius
O Hypoplectrus guttavarius, é uma espécie de peixe tropical nativa do Atlântico Ocidental, sendo muito comum de ser visto nadando solitário em recifes de coral. É uma espécie predadora diurna, que se alimenta de pequenos peixes e crustáceos. São vistos frequentemente nadando sobre fundos arenosos e rochosos. Frequentemente são coletados para fins ornamentais, igual seu parente o hamlet-índigo (H. indigo), pois são muito procurados por aquaristas.
É nativo do Atlântico Ocidental, sendo encontrado em recifes do Mar do Caribe, na costa da Flórida para as Bahamas e Ilhas Cayman para as Antilhas, incluindo Porto Rico, Jamaica e Honduras.